# 自然-永續性
《自然-永續性》（英語：Nature Sustainability）是《自然》雜誌的永續性分冊，也是該領域經由同行評審的權威科學期刊。該雜誌於2018年創刊，由英國自然出版集團按每月一期出版，總編輯為莫妮卡·塞亞比爾。

## 摘要和索引
該期刊被下列資料庫所索引：
- 科學引文索引
- Scopus
- 社會科學引文索引

根據《期刊引證報告》指出，該雜誌在2021年度的影響因子為27.157。

## 外部連結
- 官方網站 （页面存档备份，存于）